# Giovanni Lievore
Giovanni Lievore (ur. 20 marca 1932 w Carrè, zm. 28 kwietnia 2025 w Turynie) – włoski lekkoatleta, który specjalizował się w rzucie oszczepem.
Szósty zawodnik olimpijskiego konkursu w Melbourne (1956) – uzyskał wówczas wynik 72,88. W 1958 zajął 8. miejsce mistrzostwach Europy w Sztokholmie (wynik: 73,38). W 1956 i 1958 zdobył złoty medal krajowego czempionatu. Wielokrotny reprezentant Włoch i sześciokrotny rekordzista kraju w rzucie oszczepem. Rekord życiowy: 80,72 (12 października 1958, Rzym).
Brat Carla – rekordzisty świata w rzucie oszczepem.